# Mario Rigamonti
Mario Rigamonti (ur. 17 grudnia 1922 w Brescii, zm. 4 maja 1949) – włoski piłkarz, występujący na pozycji obrońcy.
Z zespołem AC Torino czterokrotnie zdobył mistrzostwo Włoch (1946, 1947, 1948, 1949). W latach 1947–1949 rozegrał 3 mecze reprezentacji Włoch.
Zginął w katastrofie lotniczej na wzgórzu Superga. Jego imieniem nazwano stadion w Brescii.